# Gracilaria
 (janvier 2012).
Si vous disposez d'ouvrages ou d'articles de référence ou si vous connaissez des sites web de qualité traitant du thème abordé ici, merci de compléter l'article en donnant les références utiles à sa vérifiabilité et en les liant à la section « Notes et références ».
Ne doit pas être confondu avec Gracillaria.
Genre
Gracilaria est un genre d'algues rouges de la famille des Gracilariaceae. Certaines espèces du genre sont utilisées dans la cuisine japonaise et la cuisine hawaïenne sous le nom vernaculaire ogonori. A Hawaii, il existe une recette de salade contenant des ogonori appelée  poke (en). Elles sont aussi consommées sur l'île de Guam, où  le nom chaguan tasi désigne le genre. La mort de certains consommateurs sur cette île a entraîné diverses études portant sur une potentielle toxicité du genre ; l'hypothèse la plus probable reste la présence de Cyanobactéries toxiques épiphytes ayant poussé sur les algues consommées avant les décès. 
Aux Philippines où elles sont aussi consommées, les algues sont appelées gulaman ou guraman.
Ces algues font l'objet d'une aquaculture importante  notamment pour pouvoir produire de l'agar-agar, un gélifiant notamment utilisé dans les produits Hallal.

## Liste d'espèces
Selon AlgaeBase (17 mars 2013) :
- Gracilaria abbottiana M.D.Hoyle
- Gracilaria abyssalis Gurgel & Yoneshigue-Valentin
- Gracilaria aculeata (Hering) Papenfuss
- Gracilaria aggregata J.D.Hooker & Harvey
- Gracilaria ambigua Greville
- Gracilaria apiculata P.L.Crouan & H.M.Crouan
- Gracilaria apiculifera J.Agardh
- Gracilaria arcuata Zanardini
- Gracilaria armata (C.Agardh) Greville
- Gracilaria articulata C.F.Chang & B.M.Xia
- Gracilaria ascidiicola E.Y.Dawson
- Gracilaria attenuata (M.Umamaheswara Rao) V.Krishnamurthy (Sans vérification)
- Gracilaria birdiae Palastino & E.C.Oliveira
- Gracilaria blodgettii Harvey
- Gracilaria brasiliensis Gurgel & Yoneshigue-Valentin
- Gracilaria brevis W.R.Taylor
- Gracilaria bursa-pastoris (S.G.Gmelin) P.C.Silva (espèce type)
- Gracilaria camerunensis Pilger
- Gracilaria canaliculata Sonder
- Gracilaria capensis F.Schmitz ex Mazza
- Gracilaria cearensis (A.B.Joly & Pinheiro) A.B.Joly & Pinheiro
- Gracilaria cerrosiana W.R.Taylor
- Gracilaria cervicornis (Turner) J.Agardh
- Gracilaria changii (B.M.Xia & I.A.Abbott) I.A.Abbott, J.Zhang & B.M.Xia
- Gracilaria chilensis C.J.Bird, McLachlan & E.C.Oliveira
- Gracilaria chondracantha (Kützing) A.J.K.Millar
- Gracilaria chondroides (Kützing) P.L.Crouan & H.M.Crouan
- Gracilaria chouae Zhang & B.M.Xia
- Gracilaria cliftonii Withell, A.J.K.Millar & Kraft
- Gracilaria comosa Withell, A.J.K.Millar & Kraft
- Gracilaria conferta (Schousboe ex Montagne) Montagne
- Gracilaria corallicola Zanardini
- Gracilaria corniculata (C.Agardh) J.Agardh
- Gracilaria coronopifolia J.Agardh
- Gracilaria corticata (J.Agardh) J.Agardh
- Gracilaria crispata Setchell & Gardner
- Gracilaria crockeri E.Y.Dawson
- Gracilaria cuneata Areschoug
- Gracilaria cuneifolia (Okamura) I.K.Lee & Kurogi
- Gracilaria curtissiae J.Agardh
- Gracilaria cylindrica Børgesen
- Gracilaria damaecornis J.Agardh
- Gracilaria dawsonii Hoyle
- Gracilaria debilis (Forsskål) Børgesen
- Gracilaria dendroides Gargiulo, de Masi & Tripodi
- Gracilaria denticulata F.Schmitz ex Mazza
- Gracilaria disputabilis (M.Bodard) M.Bodard (Sans vérification)
- Gracilaria disticha (J.Agardh) J.Agardh
- Gracilaria divaricata Harvey
- Gracilaria divergens (C.Agardh) J.Agardh
- Gracilaria domingensis (Kützing) Sonder ex Dickie
- Gracilaria dotyi Hoyle
- Gracilaria dumosa Harvey & J.W.Bailey
- Gracilaria dura (C.Agardh) J.Agardh
- Gracilaria ecuadoreana (W.R.Taylor) E.Y.Dawson
- Gracilaria ephemera Skelton, South & Millar (Sans vérification)
- Gracilaria epihippisora Hoyle
- Gracilaria fanii B.M.Xia & Pan
- Gracilaria firma Chang & Xia
- Gracilaria flabelliformis (P.L.Crouan & H.M.Crouan) Fredericq & Gurgel
- Gracilaria flagelliformis (Sonder) Womersley
- Gracilaria foliifera (Forsskål) Børgesen
- Gracilaria fruticosa Harvey
- Gracilaria galetensis C.F.D.Gurgel, S.Fredericq, & J.N.Norris
- Gracilaria gigartinoides (P.L.Crouan & H.M.Crouan) P.L.Crouan & H.M.Crouan
- Gracilaria gigas Harvey
- Gracilaria glomerata Zhang & B.M.Xia
- Gracilaria gracilis (Stackhouse) M.Steentoft, L.M.Irvine & W.F.Farnham
- Gracilaria hainanensis C.F.Chang & B.M.Xia
- Gracilaria halogenea A.J.K.Millar
- Gracilaria hancockii E.Y.Dawson
- Gracilaria hauckii P.C.Silva
- Gracilaria hayi Gurgel, Fredericq & J.N.Norris
- Gracilaria hermonii Millar
- Gracilaria heteroclada (Montagne) Feldmann & G.Feldmann
- Gracilaria heteroclada J.Zhang & B.M.Xia
- Gracilaria hikkaduwensis Durairatnam
- Gracilaria howensis Lucas
- Gracilaria huangii S.-M.Lin & De Clerck
- Gracilaria hummii Hommersand & Freshwater (Sans vérification)
- Gracilaria incrustata J.Agardh
- Gracilaria incurvata Okamura
- Gracilaria intermedia J.Agardh
- Gracilaria irregularis I.A.Abbott
- Gracilaria isabellana Gurgel, Fredericq & J.N.Norris
- Gracilaria kanyakumariensis Umamaheswara Rao
- Gracilaria kilakkaraiensis V.Krishnamurthy & Rajendran
- Gracilaria lacerata Setchell & Gardner
- Gracilaria latifrons P.L.Crouan & H.M.Crouan
- Gracilaria longa Gargiulo, De Masi & Tripodi
- Gracilaria longirostris Zhang & Wang
- Gracilaria mamillaris (Montagne) Howe (Sans vérification)
- Gracilaria mammillaris (Montagne) M.A.Howe
- Gracilaria manilaensis Yamamoto & Trono
- Gracilaria mannarensis Umamaheswara Rao
- Gracilaria maramae G.R.South
- Gracilaria marcialana E.Y.Dawson
- Gracilaria mayae A.J.K.Millar
- Gracilaria megaspora (E.Y.Dawson) Papenfuss
- Gracilaria mexicana (Kützing) P.L.Crouan & H.M.Crouan
- Gracilaria microdendron J.Agardh
- Gracilaria millardetii (Montagne) J.Agardh
- Gracilaria minor (Sonder) Durairatnam
- Gracilaria minuta Lewmanomont
- Gracilaria mixta I.A.Abbott, J.Zhang & B.M.Xia
- Gracilaria multipartita (Clemente) Harvey
- Gracilaria occidentalis (Børgesen) M.Bodard
- Gracilaria oliveirarum Gurgel, Fredericq & J.N.Norris
- Gracilaria opuntia Durairatnam
- Gracilaria ornata Areschoug
- Gracilaria pachydermatica Setchell & Gardner
- Gracilaria pacifica I.A.Abbott
- Gracilaria palmettoides P.L.Crouan & H.M.Crouan
- Gracilaria papenfussii I.A.Abbott
- Gracilaria parvispora I.A.Abbott
- Gracilaria patens P.L.Crouan & H.M.Crouan
- Gracilaria pauciramosa (N.Rodríguez de Ríos) A.M.Bellorin, M.C.Oliveira, & E.C.Oliveira (Sans vérification)
- Gracilaria percurrens (I.A.Abbott) I.A.Abbott
- Gracilaria perplexa Byrne, K., Zuccarello, G.C., West, J., Liao, M.-L.& Kraft, G.T.
- Gracilaria peruana Piccone & Grunow
- Gracilaria pinnata Setchell & N.L.Gardner
- Gracilaria prolifica (Kützing) P.L.Crouan & H.M.Crouan
- Gracilaria protea J.Agardh
- Gracilaria pudumadamensis V.Krishnamurthy & N.R.Rajendran
- Gracilaria pulvinata Skottsberg
- Gracilaria punctata (Okamura) Yamada
- Gracilaria purpurascens Greville (Sans vérification)
- Gracilaria pygmaea Børgesen
- Gracilaria pygmaea V.J.Chapman
- Gracilaria ramisecunda E.Y.Dawson
- Gracilaria ramulosa (Martius) Greville
- Gracilaria reptans (Weber-van Bosse) P.C.Silva
- Gracilaria rhodocaudata Yamamoto & Kudo
- Gracilaria rhodotricha (Dawson) Papenfuss (Sans vérification)
- Gracilaria rhodymenioides A.J.K.Millar
- Gracilaria robusta Setchell
- Gracilaria rubra (C.Agardh) J.Agardh (Sans vérification)
- Gracilaria rubra C.F.Chang & B.M.Xia
- Gracilaria rubrimembra E.Y.Dawson
- Gracilaria salicornia (C.Agardh) E.Y.Dawson
- Gracilaria salzmannii Bornet ex Möbius
- Gracilaria secunda (C.Agardh) Zanardini
- Gracilaria secundata Harvey
- Gracilaria shimodensis Terada, R.& Yamamoto, H.
- Gracilaria skottsbergii W.R.Taylor
- Gracilaria smithsoniensis Gurgel, Fredericq & J.N.Norris
- Gracilaria spinigera E.Y.Dawson
- Gracilaria spinuligera Børgesen
- Gracilaria spinulosa (Okamura) Chang & B.M.Xia
- Gracilaria srilankia (Chang & B.Xia) Withell, A.J.K.Millar & Kraft
- Gracilaria stellata I.A.Abbott, Zhang & B.M.Xia
- Gracilaria stipitata A.F.Withell, A.J.K.Millar & Kraft
- Gracilaria sublittoralis Yamada & Segawa ex H.Yamamoto
- Gracilaria subsecundata Setchell & N.L.Gardner
- Gracilaria subtilis (B.M.Xia & I.A.Abbott) B.M.Xia & I.A.Abbott
- Gracilaria sullivanii Yamamoto & Trono
- Gracilaria symmetrica E.Y.Dawson
- Gracilaria taiwanensis S.-M.Lin, L.-C.Liu & Payri
- Gracilaria tenuistipitata C.F.Chang & B.M.Xia
- Gracilaria tepocensis (E.Y.Dawson) E.Y.Dawson
- Gracilaria textorii (Suringar) De Toni
- Gracilaria tikvahiae McLachlan
- Gracilaria truncata Kraft
- Gracilaria turgida E.Y.Dawson
- Gracilaria tuticorinensis V.Krishnamurthy & Rajendran
- Gracilaria vanbosseae (I.A.Abbott) I.A.Abbott
- Gracilaria veloroae E.Y.Dawson
- Gracilaria venezuelensis W.R.Taylor
- Gracilaria vermiculata P.J.L.Dangeard
- Gracilaria vermiculophylla (Ohmi) Papenfuss
- Gracilaria vieillardii P.C.Silva
- Gracilaria vieirae M.P.Reis
- Gracilaria viridis Sfriso, Wolf, Sciuto, Morabito, Andreoli & Moro
- Gracilaria yamamotoi Zhang & B.M.Xia
- Gracilaria yinggehaiensis Xia & Wang
- Gracilaria yoneshigueana Gurgel, Fredericq & J.N.Norris

Selon ITIS (17 mars 2013) :
- Gracilaria andersonii
- Gracilaria apiculata P. Crouan & H. Crouan in Schramm & Mazé
- Gracilaria arcuata Zanardini
- Gracilaria armata (C. Agardh) Grev.
- Gracilaria blodgettii Harv.
- Gracilaria bursa-pastoris (S. G. Gmel.) P. C. Silva
- Gracilaria caudata J. Agardh
- Gracilaria cervicornis (Turner) J. Agardh
- Gracilaria confervoides (Linnaeus) Greville
- Gracilaria coronopifolia J. Agardh
- Gracilaria crispata Setch. & N. L. Gardner
- Gracilaria curtissiae J. Agardh
- Gracilaria damaecornis J. Agardh
- Gracilaria debilis (Forssk.) Børgesen
- Gracilaria divaricata Harv.
- Gracilaria domingensis (Kütz.) Sond. ex Dicke
- Gracilaria ecuadoreanus (W. R. Taylor) E. Y. Dawson
- Gracilaria flabelliformis (P. Crouan & H. Crouan) Fredericq & Gurgel in Gurgel & Fredericq
- Gracilaria foliifera (Forssk.) Børgesen
- Gracilaria gracilis (Stackh.) Steentoft, L. M. Irvine & Farnham
- Gracilaria intermedia J. Agardh
- Gracilaria lacinulata (P. Crouan & H. Crouan) Picc.
- Gracilaria lemaneiformis (Bory) Weber-van Bosse
- Gracilaria mammillaris (Mont.) M. Howe
- Gracilaria marcialana E. Y. Dawson
- Gracilaria pachydermatica Setch. & N. L. Gardner
- Gracilaria pacifica I. A. Abbott
- Gracilaria papenfussii I. A. Abbott
- Gracilaria prolifica (Kütz.) P. Crouan & H. Crouan in Mazé & Schramm
- Gracilaria ramisecunda E. Y. Dawson
- Gracilaria robusta
- Gracilaria rubrimembra E. Y. Dawson
- Gracilaria sjoestedtii Kylin
- Gracilaria skottsbergii W. R. Taylor
- Gracilaria spinigera E. Y. Dawson
- Gracilaria subsecundata Setch. & N. L. Gardner
- Gracilaria symmetrica E. Y. Dawson
- Gracilaria tepocensis (E. Y. Dawson) E. Y. Dawson
- Gracilaria textorii (Suringar) De Toni
- Gracilaria tikvahiae McLachlan
- Gracilaria turgida E. Y. Dawson
- Gracilaria venezuelensis W. R. Taylor
- Gracilaria verrucosa (Hudson) Papenfuss

Selon NCBI (17 mars 2013) :
- Gracilaria abbottiana
- Gracilaria aculeata
- Gracilaria andersonii
- Gracilaria apiculata
- Gracilaria arcuata
- Gracilaria armata
- Gracilaria articulata
- Gracilaria asiatica
- Gracilaria beckeri
- Gracilaria birdiae
- Gracilaria blodgettii
- Gracilaria bursa-pastoris
- Gracilaria cacalia
- Gracilaria canaliculata
- Gracilaria capensis
- Gracilaria caudata
- Gracilaria cervicornis
- Gracilaria changii
- Gracilaria chilensis
- Gracilaria chorda
- Gracilaria cliftonii
- Gracilaria conferta
- Gracilaria confervoides
- Gracilaria cornea
- Gracilaria coronopifolia
- Gracilaria corticata
- Gracilaria crassissima
- Gracilaria cuneata
- Gracilaria cuneifolia
- Gracilaria curtissiae
- Gracilaria cylindrica
- Gracilaria damaecornis
- Gracilaria dawsonii
- Gracilaria debilis
- Gracilaria denticulata
- Gracilaria domingensis
- Gracilaria dotyi
- Gracilaria dura
- Gracilaria edulis
- Gracilaria epihippisora
- Gracilaria eucheumatoides
- Gracilaria eucheumoides
- Gracilaria fergusonii
- Gracilaria ferox
- Gracilaria firma
- Gracilaria flabelliforme
- Gracilaria foliifera
- Gracilaria galetensis
- Gracilaria gigas
- Gracilaria gracilis
- Gracilaria hayi
- Gracilaria huangii
- Gracilaria incurvata
- Gracilaria intermedia
- Gracilaria isabellana
- Gracilaria lacinulata
- Gracilaria lemaneiformis
- Gracilaria longa
- Gracilaria mammillaris
- Gracilaria millardetii
- Gracilaria multipartita
- Gracilaria occidentalis
- Gracilaria oliveirarum
- Gracilaria ornata
- Gracilaria pacifica
- Gracilaria parvispora
- Gracilaria perplexa
- Gracilaria punctata
- Gracilaria robusta
- Gracilaria salicornia
- Gracilaria secundata
- Gracilaria smithsoniensis
- Gracilaria spinulosa
- Gracilaria stipitata
- Gracilaria taiwanensis
- Gracilaria tenuistipitata
- Gracilaria textorii
- Gracilaria tikvahiae
- Gracilaria truncata
- Gracilaria urvilleii
- Gracilaria usneoides
- Gracilaria venezuelensis
- Gracilaria vermiculophylla
- Gracilaria vieillardii
- Gracilaria yoneshigueana

Selon World Register of Marine Species (17 mars 2013) :
- Gracilaria abbottiana M.D.Hoyle, 1978
- Gracilaria abyssalis Gurgel & Yoneshigue-Valentin, 2008
- Gracilaria aculeata (Hering) Papenfuss, 1967
- Gracilaria aggregata J.D.Hooker & Harvey, 1845
- Gracilaria ambigua Greville, 1935
- Gracilaria apiculata P.L.Crouan & H.M.Crouan, 1865
- Gracilaria apiculifera J.Agardh, 1901
- Gracilaria arcuata Zanardini, 1858
- Gracilaria armata (C.Agardh) Greville, 1830
- Gracilaria articulata C.F.Chang & B.M.Xia, 1976
- Gracilaria ascidiicola E.Y.Dawson, 1961
- Gracilaria attenuata (M.Umamaheswara Rao) V.Krishnamurthy
- Gracilaria birdiae Palastino & E.C.Oliveira, 2002
- Gracilaria blodgettii Harvey, 1853
- Gracilaria brasiliensis Gurgel & Yoneshigue-Valentin, 2008
- Gracilaria brevis W.R.Taylor, 1945
- Gracilaria bursa-pastoris (S.G.Gmelin) P.C.Silva, 1952
- Gracilaria caerensis (A.B.Joly & Pinheiro) A.B.Joly & Pinheiro, 1966
- Gracilaria camerunensis Pilger, 1911
- Gracilaria canaliculata Sonder, 1871
- Gracilaria capensis F.Schmitz ex Mazza, 1907
- Gracilaria cerrosiana W.R.Taylor, 1945
- Gracilaria cervicornis (Turner) J.Agardh, 1852
- Gracilaria changii (B.M.Xia & I.A.Abbott) I.A.Abbott, J.Zhang & B.M.Xia, 1991
- Gracilaria chilensis C.J.Bird, McLachlan & E.C.Oliveira, 1986
- Gracilaria chondracantha (Kützing) Millar, 2005
- Gracilaria chondroides (Kützing) P.L.Crouan & H.M.Crouan, 1878
- Gracilaria chouae Zhang & B.M.Xia, 1992
- Gracilaria cliftonii Withell, A.J.K.Millar & Kraft, 1994
- Gracilaria comosa Withell, A.J.K.Millar & Kraft, 1994
- Gracilaria conferta (Schousboe ex Montagne) Montagne, 1846
- Gracilaria corallicola Zanardini, 1865
- Gracilaria corniculata (C.Agardh) J.Agardh
- Gracilaria coronopifolia J.Agardh, 1852
- Gracilaria corticata (J.Agardh) J.Agardh, 1852
- Gracilaria crispata Setchell & Gardner, 1924
- Gracilaria crockeri E.Y.Dawson, 1949
- Gracilaria cuneata Areschoug, 1854
- Gracilaria cuneifolia (Okamura) I.K.Lee & Kurogi, 1977
- Gracilaria curtissiae J.Agardh, 1885
- Gracilaria cylindrica Børgesen, 1920
- Gracilaria damaecornis J.Agardh, 1852
- Gracilaria dawsonii Hoyle, 1994
- Gracilaria debilis (Forsskål) Børgesen, 1932
- Gracilaria dendroides Gargiulo, De Masi & Tripodi, 1985
- Gracilaria denticulata F.Schmitz ex Mazza, 1907
- Gracilaria disputabilis (M.Bodard) M.Bodard, 1967
- Gracilaria disticha (J.Agardh) J.Agardh, 1852
- Gracilaria divaricata Harvey, 1853
- Gracilaria divergens (C.Agardh) J.Agardh, 1847
- Gracilaria domingensis (Kützing) Sonder ex Dickie, 1874
- Gracilaria dotyi Hoyle, 1977
- Gracilaria dumosa Harvey & J.W.Bailey, 1862
- Gracilaria dura (C.Agardh) J.Agardh, 1842
- Gracilaria ecuadoreanus (W.R.Taylor) E.Y.Dawson, 1949
- Gracilaria ephemera Skelton, South & Millar, 2004
- Gracilaria epihippisora Hoyle, 1977
- Gracilaria fanii B.M.Xia & Pan, 1995
- Gracilaria firma Chang & Xia, 1976
- Gracilaria flabelliformis (P.L.Crouan & H.M.Crouan) Fredericq & Gurgel, 2004
- Gracilaria flagelliformis (Sonder) Womersley, 1996
- Gracilaria foliifera (Forsskål) Børgesen, 1932
- Gracilaria fruticosa Harvey, 1855
- Gracilaria galetensis C.F.D.Gurgel, S.Fredericq, & J.N.Norris, 2004
- Gracilaria gigartinoides (P.L.Crouan & H.M.Crouan) P.L.Crouan & H.M.Crouan, 1866
- Gracilaria gigas Harvey, 1860
- Gracilaria glomerata Zhang & B.M.Xia, 1994
- Gracilaria gracilis (Stackhouse) M.Steentoft, L.M.Irvine & W.F.Farnham, 1995
- Gracilaria hainanensis C.F.Chang & B.M.Xia, 1976
- Gracilaria halogenea A.J.K.Millar, 1990
- Gracilaria hancockii E.Y.Dawson, 1944
- Gracilaria hauckii P.C.Silva, 1996
- Gracilaria hayi Gurgel, Fredericq & J.N.Norris, 2004
- Gracilaria hermonii Millar, 2004
- Gracilaria heteroclada (Montagne) Feldmann & G.Feldmann, 1943
- Gracilaria hikkaduwensis Durairatnam, 1962
- Gracilaria howensis Lucas, 1935
- Gracilaria incrustata J.Agardh, 1901
- Gracilaria incurvata Okamura, 1931
- Gracilaria intermedia J.Agardh, 1901
- Gracilaria irregularis I.A.Abbott, 1988
- Gracilaria isabellana Gurgel, Fredericq & J.N.Norris, 2004
- Gracilaria kanyakumariensis Umamaheswara Rao, 1974
- Gracilaria kilakkaraiensis V.Krishnamurthy & Rajendran, 1987
- Gracilaria lacerata Setchell & Gardner, 1924
- Gracilaria latifronds P.L.Crouan & H.M.Crouan, 1865
- Gracilaria longa Gargiulo, De Masi & Tripodi, 1987
- Gracilaria longirostris Zhang & Wang, 1995
- Gracilaria longissima (S.G.Gmelin) Steentoft, L.M.Irvine & Farnham, 1995
- Gracilaria mamillaris (Montagne) Howe
- Gracilaria mammillaris (Montagne) M.A.Howe, 1918
- Gracilaria manilaensis Yamamoto & Trono, 1994
- Gracilaria mannarensis Umamaheswara Rao, 1974
- Gracilaria mannariensis Umamaheswara Rao, 1974
- Gracilaria maramae G.R.South, 1995
- Gracilaria marcialana E.Y.Dawson, 1949
- Gracilaria mayae A.J.K.Millar, 1997
- Gracilaria megaspora (E.Y.Dawson) Papenfuss, 1967
- Gracilaria mexicana (Kützing) P.L.Crouan & H.M.Crouan, 1878
- Gracilaria microdendron J.Agardh, 1901
- Gracilaria millardetii (Montagne) J.Agardh, 1885
- Gracilaria minor (Sonder) Durairatnam, 1961
- Gracilaria minuta Lewmanomont, 1994
- Gracilaria mixta I.A.Abbott, J.Zhang & B.M.Xia, 1991
- Gracilaria multipartita (Clemente) Harvey, 1846
- Gracilaria occidentalis (Børgesen) M.Bodard, 1965
- Gracilaria oliveirarum Gurgel, Fredericq & J.N.Norris, 2004
- Gracilaria opuntia Durairatnam, 1962
- Gracilaria ornata Areschoug, 1854
- Gracilaria pachydermatica Setchell & Gardner, 1924
- Gracilaria pacifica I.A.Abbott, 1985
- Gracilaria palmettoides P.L.Crouan & H.M.Crouan, 1865
- Gracilaria papenfussii I.A.Abbott, 1983
- Gracilaria parvispora I.A.Abbott, 1985
- Gracilaria patens P.L.Crouan & H.M.Crouan, 1865
- Gracilaria pauciramosa (N.Rodríguez de Ríos) A.M.Bellorin, M.C.Oliveira, & E.C.Oliveira
- Gracilaria percurrens (I.A.Abbott) I.A.Abbott, 1991
- Gracilaria perplexa Byrne, K., Zuccarello, G.C., West, J., Liao, M.-L.& Kraft, G.T., 2002
- Gracilaria peruana Piccone & Grunow, 1886
- Gracilaria pinnata Setchell & N.L.Gardner, 1924
- Gracilaria prolifica (Kützing) P.L.Crouan & H.M.Crouan, 1878
- Gracilaria protea J.Agardh, 1901
- Gracilaria pudumadamensis V.Krishnamurthy & N.R.Rajendran, 1987
- Gracilaria pulvinata Skottsberg, 1923
- Gracilaria punctata (Okamura) Yamada, 1941
- Gracilaria pygmaea Børgesen, 1937
- Gracilaria pygmaea V.J.Chapman, 1979
- Gracilaria ramisecunda E.Y.Dawson, 1949
- Gracilaria reptans (Weber-van Bosse) P.C.Silva, 1996
- Gracilaria rhodocaudata Yamamoto & Kudo, 1995
- Gracilaria rhodymenioides A.J.K.Millar, 1997
- Gracilaria robusta Setchell, 1899
- Gracilaria rubra (C.Agardh) J.Agardh
- Gracilaria rubra C.F.Chang & B.M.Xia, 1976
- Gracilaria rubrimembra E.Y.Dawson, 1949
- Gracilaria salicornia (C.Agardh) E.Y.Dawson, 1954
- Gracilaria salzmannii Bornet ex Möbius, 1889
- Gracilaria secunda (C.Agardh) Zanardini, 1840
- Gracilaria secundata Harvey, 1863
- Gracilaria shimodensis Terada, R.& Yamamoto, H., 2000
- Gracilaria skottsbergii W.R.Taylor, 1945
- Gracilaria smithsoniensis Gurgel, Fredericq & J.N.Norris, 2004
- Gracilaria spinigera E.Y.Dawson, 1949
- Gracilaria spinuligera Børgesen, 1952
- Gracilaria spinulosa (Okamura) Chang & B.M.Xia, 1976
- Gracilaria srilankia (Chang & B.Xia) Withell, A.J.K.Millar & Kraft, 1994
- Gracilaria stellata I.A.Abbott, Zhang & B.M.Xia, 1991
- Gracilaria stipitata A.F.Withell, A.J.K.Millar & Kraft, 1994
- Gracilaria sublittoralis Yamada & Segawa ex H.Yamamoto, 1994
- Gracilaria subsecundata Setchell & N.L.Gardner, 1924
- Gracilaria subtilis (B.M.Xia & I.A.Abbott) B.M.Xia & I.A.Abbott, 1991
- Gracilaria sullivanii Yamamoto & Trono, 1994
- Gracilaria symmetrica E.Y.Dawson, 1949
- Gracilaria taiwanensis S.-M.Lin, L.-C.Liu & Payri, 2012
- Gracilaria tenuistipitata C.F.Chang & B.M.Xia, 1976
- Gracilaria tepocensis (E.Y.Dawson) E.Y.Dawson, 1961
- Gracilaria textorii (Suringar) De Toni, 1895
- Gracilaria tikvahiae McLachlan, 1979
- Gracilaria truncata Kraft, 1977
- Gracilaria turgida E.Y.Dawson, 1949
- Gracilaria tuticorinensis V.Krishnamurthy & Rajendran, 1987
- Gracilaria vanbosseae (I.A.Abbott) I.A.Abbott, 1991
- Gracilaria veloroae E.Y.Dawson, 1944
- Gracilaria venezuelensis W.R.Taylor, 1942
- Gracilaria vermiculata P.J.L.Dangeard, 1949
- Gracilaria vermiculophylla (Ohmi) Papenfuss, 1967
- Gracilaria vieillardii P.C.Silva, 1987
- Gracilaria vieirae M.P.Reis, 1977
- Gracilaria yamamotoi Zhang & B.M.Xia, 1994
- Gracilaria yinggehaiensis Xia & Wang, 2002
- Gracilaria yoneshigueana Gurgel, Fredericq & J.N.Norris, 2004
- Gracilaria beckeri (J.Agardh) Papenfuss, 1952
- Gracilaria indica Umamaheswara Rao, 1974